# دايفيد جاكسون (لاعب كرة سلة)
دايفيد جاكسون (بالإنجليزية: David Jackson)‏ (و. 1986  م) هو لاعب كرة سلة أمريكي، ولد في ممفيس، تينيسي، مركز لعبه هو هجوم خلفي.

## روابط خارجية
- دايفيد جاكسون على موقع كرة السلة الأوروبية.كوم (الإنجليزية)
- دايفيد جاكسون على موقع كلية كرة السلة في سبورتس رفرنس.كوم (الإنجليزية)
- دايفيد جاكسون على موقع ريلجم (الإنجليزية)
- دايفيد جاكسون على موقع بروبوليرز (الإنجليزية)